# U.S. Route 441
La U.S. Route 441 (US 441) est une US Route auxiliaire de la US 41 parcourant 939 miles (1 511 km). Elle relie la US 41 à Miami, Floride et la US 25W à Rocky Top, Tennessee. Entre ses deux terminus, la US 441 parcourt la Floride, la Géorgie, la Caroline du Nord et le Tennessee.

## Description du tracé

### Floride
La US 441 débute à Miami comme SW 8th Avenue. Elle se dirige vers le nord dans le quartier Little Havana. À partir de la rivière Miami, la US 441 emprunte NW 7th Avenue en longeant de près l'I-95. À North Miami Beach, elle cesse de longer l'I-95 et transfère sur NW 2nd Avenue. Elle continue toujours en direction nord en passant tout juste à l'ouest de Hollywood, Fort Lauderdale, Pompano Beach, Boca Raton et West Palm Beach. Là, elle bifurque vers l'ouest en multiplex avec la US 98 pour entrer à l'intérieur des terres de l'État. Au nord de Belle Glade, la US 98 / US 441 bifurque vers le nord jusqu'à Pahokee, où elle longe la rive est du Lac Okeechobee. La route atteint Okeechobee, où la US 441 se sépare de la US 98. La US 441 poursuit son trajet vers le nord jusqu'au sud-est de St. Cloud, où elle rejoint la US 192 vers le nord-ouest. À Kissimmee, les routes se séparent et la US 441 rencontre la US 17 / US 92, avec lesquelles elle prend la direction nord.
La route passe par Kissimmee et Orlando. Au nord-ouest du centre-ville d'Orlando, la US 17 et la US 92 se séparent de la US 441. Cette dernière poursuit son trajet vers le nord-ouest en passant par Lockhart, Apopka, Mount Dora et Leesburg. À Leesburg, elle rencontre la US 27 et la route poursuit en multiplex avec celle-ci jusqu'à Lady Lake et Belleview. À Belleview, c'est la US 301 qui rejoint le multiplex vers le nord. À Ocala, la US 27 quitte la route et au sud-est de Reddick, la US 301 et la US 441 se séparent. La US 441 se dirige vers le nord-ouest et passe près de Reddick, à Micanopy, Gainesville et High Springs. Là, elle entame un multiplex vers le nord avec la US 41. Les routes atteignent Lake City où elles se séparent. La US 441 se dirige vers le nord et atteint la frontière de la Géorgie.

### Géorgie
La US 441 entre en Géorgie au sud-ouest de Fargo. Elle atteint la communauté et bifurque vers le nord-ouest. Elle passe par Homerville et Pearson, où elle bifurque vers le nord. Son trajet se poursuit jusqu'à Douglas, Jacksonville, McRae et Dublin. Là, elle bifurque vers le nord-ouest pour se rendre à Milledgeville, Eatonton et Madison où elle reprend la direction nord. Elle atteint ensuite Athens, qu'elle contourne en multiplex avec la US 29 et la US 78. Elle quitte Athens par le nord et passe par Commerce et Baldwin. Là, elle rejoint la US 23. Le multiplex prend la direction nord et traverse la forêt nationale de Chattahoochee-Oconee jusqu'à la frontière de la Caroline du Nord.

### Caroline du Nord
Après avoir traversé la frontière, la US 23 / US 441 entre dans la forêt nationale de Nantahala. La route traverse quelques petites communautés vers le nord avant d'atteindre Franklin. Après un bref multiplex avec la US 64, la US 23 / US 441 bifurque vers l'est. Après s'être séparée de la US 64, la US 23 / US 441 continue son trajet vers le nord-est. Elle atteint la US 74 à Dillsboro et les routes se séparent. La US 441 prend la direction ouest, en multiplex avec la US 74, alors que la US 23 se rend vers l'est, aussi en multiplex avec la US 74. Au sud de Cherokee, la US 74 et la US 441 se séparent. Cette dernière se dirige vers le nord jusqu'à Cherokee, ville au cœur de la réserve indienne de Eastern Cherokee. Après avoir passé par Cherokee, la US 441 progresse vers le nord en traversant la réserve et en entrant dans la partie sud du parc national des Great Smoky Mountains, un parc national à cheval entre la Caroline du Nord et le Tennessee.

### Tennessee
La US 441 entre au Tennessee à Newfound Gap. La route se dirige vers le nord dans le parc national des Great Smoky Mountains jusqu'à Gatlinburg, où elle rencontre et rejoint la US 321. Le multiplex mène la route vers le nord jusqu'à Pigeon Forge. Les routes se séparent au nord de la ville et la US 441 continue vers le nord jusqu'à Sevierville, où elle rencontre la US 411. Les routes forment un multiplex vers l'ouest jusqu'à Seymour. Les routes se séparent et la US 441 continue vers le nord-ouest jusqu'à Knoxville. Elle traverse la ville et quitte ses limites en se dirigeant vers le nord-est. À Halls Crossroads, elle bifurque vers le nord-ouest en longeant l'I-75. Elle passe par Norris et passe sur le Norris Dam. Elle atteint Rocky Top où elle prend fin à la jonction avec la US 25W / SR 116.

## Intersections majeures
Floride
 US 41 à Miami
 US 27 à Miami
 I-95 à North Miami Beach
 I-595 à Davie
 US 98 à Royal Palm Beach. Les routes forment un multiplex jusqu'à Okeechobee.
 US 192 à Holopaw. Les routes forment un multiplex jusqu'à Kissimmee.
 US 17 / US 92 à Kissimmee. Les routes forment un multiplex jusqu'à Orlando.
 Florida's Turnpike à Kissimmee
 I-4 à Orlando
 US 27 à Leesburg. Les routes forment un multiplex jusqu'à Ocala.
 US 301 à Belleview. Les routes forment un multiplex jusqu'à l'est de Lowell.
 I-75 à Alachua
 US 41 à High Springs. Les routes forment un multiplex jusqu'au sud de Lake City.
 I-75 à Ellisville
 US 90 à Lake City
 I-10 à Lake City
Géorgie
 US 84 à Homerville
 US 221 près de Pearson. Les routes forment un multiplex jusqu'à Douglas.
 US 82 à Pearson
 US 319 près de Jacksonville. Les routes forment un multiplex jusqu'à Dublin.
 US 280 à McRae. Les routes forment un multiplex jusqu'au nord-est de McRae.
 US 23 / US 341 à McRae
 I-16 à Dublin
 US 80 à Dublin
 US 129 à Eatonton. Les routes forment un multiplex jusqu'à Athens.
 I-20 à Madison
 US 278 à Madison. Les routes forment un multiplex jusqu'au nord-est de Madison.
 US 29 / US 78 à Athens. Les routes forment un multiplex dans la ville.
 I-85 près de Commerce
 US 23 près de Cornelia. Les routes forment un multiplex jusqu'à Dillsboro, Caroline du Nord.
 US 123 près de Clarkesville
 US 76 à Clayton. Les routes forment un multiplex dans la ville.
Caroline du Nord
 US 64 à Franklin. Les routes forment un multiplex autour de la ville.
 US 74 à Dillsboro. Les routes forment un multiplex jusqu'au sud-est de Whittier.
 US 19 près de Cherokee. Les routes forment un multiplex jusqu'à Cherokee.
Tennessee
 US 321 à Gatlinburg. Les routes forment un multiplex jusqu'à Pigeon Forge.
 US 411 à Sevierville. Les routes forment un multiplex jusqu'à Seymour.
 I-40 / I-75 / I-275 à Knoxville
 I-640 / US 25W à Knoxville
 I-75 à Rocky Top
 US 25W in Rocky Top